# Pavetta amplexicaulis
Pavetta amplexicaulis är en måreväxtart som beskrevs av Christiaan Hendrik Persoon. Pavetta amplexicaulis ingår i släktet Pavetta och familjen måreväxter. Inga underarter finns listade i Catalogue of Life.